# Abarema abbottii
Abarema abbottii este o specie de leguminoasă din familia Fabaceae. Este găsită doar în partea de nord-est a  Republicii Dominicane și este confirmat faptul că poate crește în pădurile de foioase aflate pe soluri calcaroase. Starea de conservare este vulnerabilă.